# Danh sách câu lạc bộ bóng đá ở Lesotho
Đây là danh sách các câu lạc bộ bóng đá ở Lesotho.
Về danh sách đầy đủ, xem Thể loại:Câu lạc bộ bóng đá Lesotho

## A
- Arsenal (Maseru)

## B
- Bantu FC (Mafeteng)
- Botha Bothe Roses

## J
- Joy (Leribe)

## L
- Lerotholi Polytechnic (Maseru)
- Lesotho Correctional Services (Maseru)
- LMPS (Maseru)
- Lioli FC (Teyateyaneng)
- Linare FC (Leribe)
- Likhopo FC (Maseru)
- Liphakoe (Quthing)

## M
- Majantja FC (Mohale's Hoek)
- Matlama FC (Maseru)
- Mazenod Swallows (Maseru)
- Mphatlalatsane FC (Maseru)
- Liphakoe fc (Quthing,Moyeni)
- Manonyane fc (Roma)
- Melele fc (Qacha'nek)

## N
- Nyenye Rovers (Maputsoe)

## R
- Roma Rovers (Maseru)
- Royal Lesotho Defense Force